# Liste der Mitglieder der American Academy of Arts and Sciences/1842
Im Jahr 1842 wählte die American Academy of Arts and Sciences 14 Personen zu ihren Mitgliedern.

## Neugewählte Mitglieder
- Nathan Appleton (1779–1861)
- Amos Binney (1803–1847)
- Simeon Borden (1798–1856)
- Francis Bowen (1811–1890)
- Gino Alessandro Giuseppe Gaspardo Marchese Capponi (1792–1876)
- Charles Henry Davis (1807–1877)
- Pascual de Gayangos (1809–1897)
- Heman Humphrey (1779–1861)
- Francis Cabot Lowell (1803–1874)
- William Mitchell (1791–1869)
- Charles Grafton Page (1812–1868)
- John Lewis Russell (1808–1873)
- James Walker (1794–1874)
- Sears Cook Walker (1805–1853)